# 金永千
金 永千（キム・ヨンチョン、朝鮮語: 김영천、1910年代 - 2000年8月7日）は、大韓民国の法曹。第11代法務部次官。

## 経歴
早稲田大学卒。普通文官試験、朝鮮弁護士試験に合格。光州地方検察庁検事長、清州地方検察庁検事長、大検察庁検事、法務部法務局長、第11代法務部次官（1960年6月30日〜1960年9月29日）、光州高等検察庁検事長、ソウル高等検察庁検事長、大検察庁次長検事、韓国ボーイスカウト連盟副総裁、共和党中央委人権擁護委員長、憲法委員、弁護士などを務めた。2000年8月7日に老衰により死去、享年86。